# Alosa mediocris
Alosa mediocris é uma espécie de peixe da família Clupeidae no ordem dos Clupeiformes.

## Morfologia
• Os machos podem atingir 60 cm de comprimento total.
- Número de vértebras:  53-55.[1][2]

## Parasitas
É parasitado por nematodas, cestodas e trematodas.

## Alimentação
Come zygentoma, lulas, caranguejos pequenos e outros crustáceos, e ovos de peixes.

## Distribuição geográfica
Encontra-se no Atlântico ocidental: ao longo da costa entre Maine e Flórida (Estados Unidos).